# تياغو مينديز
تياغو كاردوزو مينديز (بالبرتغالية: Tiago Cardoso Mendes) الشهير باسم تياغو (2 مايو 1981 في فيانا دو كاستيلو) لاعب سابق كرة قدم برتغالي لعب لصالح نادي الدرجة الأولى أتلتيكو مدريد الإسباني ومنتخب البرتغال في مركز الوسط المحوري بالإضافة إلى إجادته للعب في مركزي الوسط المهاجم والوسط المدافع .

## المسيرة الرياضية مع الأندية
بدأ تياغو مسيرته الرياضية في نادي براغا في سنة 1999 وتم ادراجه ضمن الفريق الرديف . في الموسم التالي 2000-2001 تم تصعيده إلى الفريق الأول وساهم في احتلال النادي المركز الرابع في بطولة دوري الدرجة الممتازة مما أهله للمشاركة في بطولة كأس الاتحاد الأوروبي .
في يناير 2002 انتقل إلى نادي بنفيكا ولكنه لم يستطع التألق في صفوفه في هذا الموسم . في الموسم التالي 2002-2003 ساهمت أهدافه الثلاثة عشر في احتلال نادي بنفيكا المركز الثاني في بطولة دوري الدرجة الممتازة بالإضافة إلى الفوز ببطولة كأس البرتغال بالتغلب في المباراة النهائية على نادي بورتو 2-1 بعد تمديد الوقت .
في 20 يوليو 2004 وافق تياغو على الانتقال إلى نادي تشيلسي الإنجليزي مقابل 15 مليون يورو وبالتالي أصبح سادس لاعب يتعاقد مع المدير الفني البرتغالي جوزيه مورينهو في تلك الفترة . على الرغم من عدم مشاركته في المباراة الأولى لنادي تشيلسي في موسم 2004-2005 إلا أنه استطاع بفضل مثابرته أن يكون أساسيا بالتشكيلة في حين سجل أول هدف له في مرمى نادي كريستال بالاس في 24 أغسطس 2004 . بعدما ضمن نادي تشيلسي تحقيق لقب الدوري الممتاز واجه نادي مانشستر يونايتد وتغلب عليه 3-1 في 10 مايو 2005 حيث سجل تياغو هدف بتسديدة من خارج منطقة الجزاء . شارك تياغو في هذا الموسم في 34 مباراة في بطولة الدوري الممتاز ولم يفته سوى 4 مباريات بينما شارك في 51 مباراة في مختلف البطولات مسجلا 4 أهداف ومساهما في تحقيق بطولتي الدوري الممتاز وكأس رابطة الأندية الإنجليزية المحترفة .
بعد وصول لاعب الوسط الغاني مايكل إيسيان في أغسطس 2005 فإن هذا الأمر سيحد من عدد مشاركاته مع ناديه وبالتالي قرر الموافقة على الانتقال إلى نادي ليون الفرنسي مقابل 10.1 مليون يورو وموقعا على عقد يمتد لأربع مواسم . واعترف مورينهو لاحقا بأن سماحه لتياغو بالرحيل عن ملعب ستامفورد بريدج كان غلطة كبرى .
شكل تياغو رباعي خط وسط رائع مع البرازيلي جونينهو برنامبوكانو ، المالي محمدو ديارا ، والفرنسي فلورينت مالودا حيث اهتم تياغو بالشق الدفاعي . من خلال تسجيل 7 أهداف في 37 مباراة ساهم تياغو في تحقيق نادي ليون بطولة دوري الدرجة الأولى للموسم الخامس على التوالي كما ساهم الهدفان اللذان سجلهما في مرمى نادي بي إس في آيندهوفن الهولندي في تأهل نادي ليون إلى الدور الربع النهائي من بطولة دوري أبطال أوروبا . بعد رحيل ديارا إلى نادي ريال مدريد الإسباني في صيف سنة 2006 أسندت إلى تياغو مهمات هجومية بسبب تكفل زميله الجديد جيريمي تولالان بالواجبات الدفاعية . ساهم تياغو في الفوز ببطولة دوري الدرجة الأولى للموسم السادس على التوالي . في المجمل سجل تياغو 6 أهداف في 40 مباراة في مختلف البطولات .
في 17 يونيو 2007 أكد رئيس نادي ليون جان ميشيل أولاس بأن تياغو سيرحل عن ملعب غيرلاند خصوصا في ظل تنافس نادي يوفنتوس وإيه سي ميلان الإيطاليان على ضمه . في 21 يونيو 2007 تم رسميا تعاقد تياغو مع نادي يوفنتوس مقابل 13 مليون يورو ولكن أدائه كان دون المستوى في موسم 2007-2008 . وصنفه موقع Goal.com كثالث أسوأ صفقة انتقال لاعب في ذلك الموسم .
في صيف 2008 وافق نادي يوفنتوس على التخلي عن تياغو لصالح نادي إيفرتون ولكن اللاعب رفض العودة إلى الملاعب الإنجليزية . تعرض رئيس نادي يوفنتوس جيوفاني كوبولي غيغلي لموقف غريب من تياغو حيث حبسه في دورة المياه ولكن بعد مرور ساعة كاملة أنقذه المهاجم الإيطالي أليساندرو ديل بييرو .
أخيرا في موسم 2008-2009 أصبح تياغو أساسيا في التشكيلة . أكد المدرب الإيطالي كلاوديو رانييري بأن مفاوضات تجديد العقد قد بدأت وقدم تستمر عدة أسابيع .

## المسيرة الرياضية مع المنتخبات
شارك تياغو في أول مباراة دولية مع منتخب البرتغال أمام منتخب اسكتلندا وديا في نوفمبر 2002 . تم استدعائه للمشاركة في بطولة كأس الأمم الأوروبية لكرة القدم 2004 التي أقيمت في البرتغال ولكنه لم يشارك في أي مباراة علما بأن منتخب البرتغال خسر في المباراة النهائية من منتخب اليونان 0-1 . تألق تياغو مع نادي ليون منحه فرصة اللعب أساسيا مع منتخب البرتغال وصناعته للعديد من الأهداف أهلت منتخب بلاده للمشاركة في بطولة كأس العالم لكرة القدم 2006 التي أقيمت في ألمانيا حيث لعب في 5 مباريات وساهم في احتلال منتخب البرتغال المركز الرابع بعدما خسر من منتخب فرنسا في الدور النصف النهائي بنتيجة 0-1 . سجل تياغو أول هدف دولي في مرمى منتخب صربيا في مارس 2007 .

## روابط خارجية
- تياغو مينديز على موقع الاتحاد الدولي (مؤرشف)  (الإنجليزية)
- تياغو مينديز على موقع الاتحاد الأوربي (الإنجليزية)
- تياغو مينديز على موقع قاعدة بيانات كرة القدم.إي يو (الإنجليزية)
- تياغو مينديز على موقع بيانات كرة القدم. دي إي (الألمانية)
- تياغو مينديز على موقع ليكيب (الفرنسية)
- تياغو مينديز على موقع ناشيونال فوتبول تيمز (الإنجليزية)
- تياغو مينديز على موقع Soccerbase.com (لاعب) (الإنجليزية)
- تياغو مينديز على موقع Soccerway.com (الإنجليزية)
- تياغو مينديز على موقع عالم كرة القدم.نت (الإنجليزية)
- تياغو مينديز على موقع AS.com (الإسبانية)